# Yuzuru Hiraga
Yuzuru Hiraga (平賀 譲?, Hiraga Yuzuru; Tokyo, 8 marzo 1878 – Tokyo, 17 febbraio 1943) è stato un ammiraglio e ingegnere navale giapponese, attivo durante gli anni venti e trenta.
Laureatosi in ingegneria navale nel 1901 all'Università imperiale di Tokyo, fu subito dopo arruolato nella marina imperiale giapponese con il grado di sottotenente di vascello, tenendo un breve servizio in mare prima di essere trasferito all'arsenale del 2º Distretto navale (Kure). Intraprese un viaggio di due anni nel Regno Unito, ampliando le proprie conoscenze e venendo introdotto al concetto di dreadnought o nave da battaglia monocalibro, e al ritorno in patria (1909) assunse il posto di professore all'Università e ottenne alla fine dell'anno la promozione a capitano di corvetta. Negli anni dieci si mise positivamente il luce durante la direzione della costruzione dell'incrociatore da battaglia Hiei presso l'arsenale di Yokosuka, dove rimase sino al 1916. Subito dopo fu coinvolto nella progettazione della classe Nagato di corazzate e tra 1917 e 1921 concepì, nell'ambito del piano d'espansione della marina "8-8", la classe Tosa e la classe Amagi, quindi ideò l'incrociatore leggero Yubari e le classi d'incrociatori pesanti Furutaka e Aoba. La firma del trattato navale di Washington (febbraio 1922) significò tuttavia la rinuncia della marina a molti dei progetti di Hiraga.
Divenuto nel frattempo capitano di vascello, Hiraga aveva anche iniziato a insegnare presso l'Università di Tokyo, senza peraltro lasciare gli impegni militari: si mise allo studio sulla prima classe d'incrociatori pesanti aderenti alle norme del trattato, la Myoko. Caratteristici di tale prolifico periodo furono i diverbi che intercorsero tra Hiraga e lo stato maggiore generale della marina, che volle sempre installare più armi di quanto gli scafi potessero ragionevolmente contenerne. Contrammiraglio nel 1922, viaggiò negli Stati Uniti d'America e in Europa, tornando in patria nel 1924 dove nel 1925 ricevette il posto di Capo della Divisione ricerca e di direttore dell'Ufficio temporaneo di costruzione, essendo ormai un ingegnere navale di grande fama e preparazione. A fine 1926 giunse al grado di viceammiraglio e rimase in servizio attivo sino al marzo 1931, data dopo la quale si dedicò totalmente all'insegnamento: alla fine del 1938 fu scelto quale nuovo rettore dell'Università. Lasciata definitivamente la marina nel 1940, Hiraga morì a metà febbraio 1943 e fu sepolto nel cimitero Tama della capitale.

## Biografia

### Studi e primi anni in marina
Yuzuru Hiraga nacque a Tokyo l'8 marzo 1878 e visse l'infanzia e l'adolescenza a Yokosuka; alcune fonti sono però in disaccordo e affermano che nacque a Hiroshima. L'8 luglio 1898 s'iscrisse alla facoltà di ingegneria presso l'Università imperiale di Tokyo e il 1º aprile 1899, arruolato nella marina imperiale giapponese, divenne aspirante ufficiale costruttore ma gli fu permesso di continuare e concludere gli studi. Laureatosi il 21 giugno 1901 in ingegneria navale, appena cinque giorni più tardi entrò in servizio attivo con il grado di sottotenente di vascello e fu assegnato allo stato maggiore dell'arsenale navale del 1º Distretto navale (Yokosuka), sezione costruzioni navali. Il 27 aprile 1903 iniziò il servizio in mare come membro dell'equipaggio della nave da battaglia Yashima sulla quale, il 26 settembre, ricevette la promozione a tenente di vascello; trasferito il 14 ottobre alla nave da battaglia Mikasa, tornò poco dopo a terra (6 gennaio 1904) in quanto destinato al personale del 2º Distretto navale (Kure), quindi il 15 gennaio fu inserito nella sezione progettisti dello stato maggiore dell'arsenale. Prima della fine dell'anno fu scelto per essere inviato nel Regno Unito, dove giunse il 27 gennaio 1905 come ufficiale di collegamento; durante la sua lunga permanenza, studiò al Royal Naval College di Greenwich, dove ebbe modo di venire a conoscenza del nuovo concetto di dreadnought o nave da battaglia monocalibro, i cui particolari e specifiche egli trascrisse; giunto l'ordine di rientro il 1º ottobre 1908, rimpatriò all'inizio del 1909 e fu integrato il 3 febbraio nel Comando costruzioni navali, dove poté esporre il materiale raccolto. Il 19 marzo ebbe inoltre l'incarico di attendente presso lo stato maggiore generale della marina e il 25 settembre divenne infine sia assistente, sia professore di ingegneria all'Università di Tokyo. Poco più tardi, l'11 ottobre 1909, ebbe la nomina a capitano di corvetta.

### Gli anni dieci
Il 5 agosto 1912 Hiraga lasciò il posto di assistente e il 16 fu trasferito dallo stato maggiore generale allo stato maggiore dell'arsenale navale di Yokosuka: in qualità di capo della sezione costruzione, fu responsabile dell'assemblamento della nave da battaglia Yamashiro e dell'incrociatore da battaglia Hiei; fu inoltre coinvolto nella progettazione della classe di cacciatorpediniere Kaba. Promosso nel frattempo a capitano di fregata (1º dicembre 1912), fu riassegnato allo stato maggiore del Comando tecnico navale il 15 maggio 1916 come supervisore della costruzione: in tale incarico ebbe la responsabilità per la progettazione e impostazione della classe Nagato di navi da battaglia. Le due unità che la componevano, la Nagato e la Mutsu, furono impostate rispettivamente nel 1917 e nel 1918 ma, sulla scorta delle analisi e delle informazioni sulla battaglia dello Jutland, Hiraga intraprese una profonda revisione della classe: il dislocamento fu portato a 32 720 tonnellate, la batteria principale ebbe otto cannoni da 410 mm in quattro torri (la prima volta che simili pezzi erano messi su una nave da guerra), l'apparato motore ebbe quindici moderne caldaie a olio combustibile e dieci altre miste che permettevano una velocità massima di 26,5 nodi, superiore a quella delle coeve corazzate anglo-statunitensi. Per tali modifiche, Hiraga aveva preso spunto da un'altra classe di navi da battaglia che aveva allo studio, la Tosa: essa doveva essere composta di due unità da 38.500 tonnellate, ciascuna con dieci cannoni da 410 mm, corazzatura inclinata e ponte continuo. Il 19 agosto fu informato che avrebbe dovuto prepararsi per un viaggio in Italia e Svezia, ma il 12 settembre gli fu notificato l'annullamento di tale impegno. Promosso capitano di vascello il 1º aprile 1917, Hiraga venne riconosciuto professore d'ingegneria all'Università di Tokyo il 19 ottobre 1918, mantenendo gli incarichi militari, e dal 28 marzo 1919 poté fregiarsi della qualifica di dottore in ingegneria.
Nel 1919 Hiraga, che aveva quasi completato il progetto della classe Tosa, fu incaricato di lavorare alla classe Amagi di grandi incrociatori da battaglia, enormi vascelli dal dislocamento presunto di 40 000 tonnellate, velocità richiesta di 30 nodi e armamento primario su dieci pezzi da 406 mm: simili incrociatori, dapprima due e poi portati a quattro, dovevano essere superiori alle classi Admiral britannica e Lexington statunitense. Solo due (Amagi e Akagi) furono impostati nel dicembre 1920.

### Gli anni venti
Il 1º aprile 1920 ottenne la nomina a ingegnere capo della sezione B4 presso il Comando costruzioni navali, che unì alla carica di supervisore della costruzione: Hiraga ebbe così pieni poteri per l'ideazione, progettazione e costruzione delle unità da guerra relative al programma "8-8" portato avanti dalla marina imperiale, che prospettava l'immissione in servizio di otto navi da battaglia e altrettanti incrociatori da battaglia. Egli si mise particolarmente in luce per i disegni e le soluzioni tecniche adottate sullo sperimentale incrociatore leggero Yubari: al contrario di come era sino allora avvenuto, incorporò gli elementi corazzati nello scafo stesso invece di rivettarli all'esterno con grande guadagno in peso e resistenza complessiva; introdusse poi un ponte di comando più ampio per accogliere tutti gli organi direttivi e di controllo, convogliò gli scarichi dei due gruppi di caldaie in unico fumaiolo e ideò una prua fortemente arcuata per migliorare la tenuta in mare. Da questa esperienza, Hiraga e il collega capitano di corvetta Kikuo Fujimoto concepirono la classe Furutaka di incrociatori pesanti (quattro unità); essa fu apprezzata dallo stato maggiore generale, che però volle a tutti i costi aggiungere quattro impianti trinati fissi di tubi lanciasiluri, ritenuti fondamentali in combattimenti notturni, nonostante le proteste del capitano Hiraga che denunciò la pericolosa riduzione di stabilità, l'angolo svantaggioso di lancio e infine la rischiosa posizione degli impianti (immediate vicinanze di caldaie e magazzini). Hiraga dovette inoltre modificare l'armamento e alcuni dettagli degli ultimi due incrociatori, che costituirono la classe Aoba impostata nel 1924. Subito dopo fu aggregato in veste di consulente tecnico alla delegazione nipponica inviata alla conferenza navale di Washington, tenutasi tra la fine del 1921 e l'inizio del 1922 per frenare e la corsa agli armamenti e stabilire un preciso rapporto tra le cinque più grandi marine mondiali: la ratifica del trattato a inizio febbraio significò la cancellazione di uno dei progetti di navi da battaglia di Hiraga, la classe Kii, nonché la fine del grandioso programma "8-8" cui aveva dedicato molti sforzi; tuttavia i numerosi progetti approvati avevano arricchito la marina imperiale di preziose esperienze nell'ambito di grandi unità da guerra. Tornato in patria, si mise subito all'opera per concepire un gruppo di incrociatori nel rispetto del dislocamento-limite di 10 000 tonnellate (previsto dal trattato per tale tipo di nave), che divenne la riuscita ed eccellente classe Myoko; dovette tuttavia lottare contro le insistenze dello stato maggiore per aggiungere tubi lanciasiluri fissi, che riteneva inutili e mal posizionati.
Nel frattempo Hiraga aveva ricevuto, il 1º giugno 1922, la promozione a contrammiraglio e dopo un periodo passato come attendente al Comando costruzioni navali il 1º ottobre 1923 partì per un viaggio di formazione in Europa e negli Stati Uniti d'America. Nel 1924, mentre si trovava in Inghilterra, egli riuscì a procurarsi informazioni tecnico-costruttive sulla nave da battaglia HMS Nelson, all'epoca ancora in cantiere, che furono di grande utilità alla marina imperiale per migliorare le proprie unità pesanti. Ricevuto l'ordine di rientro il 18 luglio 1924, in patria riprese l'insegnamento all'Università e il 3 giugno 1925 fu nominato Capo della Divisione di ricerca delle costruzioni navali; il 7 dicembre, infine, assunse il posto di Direttore del Dipartimento di ricerca tecnico navale. Il trattato di Washington spinse la marina a rimodernare le navi in servizio puntando sull'aumento della potenza di fuoco nel rispetto dei limiti in tonnellaggio; ripresero dunque i dibattiti e le controversie tra Hiraga e gli ufficiali superiori che erano intenzionati ad aggiungere una pletora di armi su ogni scafo. Questi ultimi lo soprannominarono, con un gioco di parole, Yuzurazu ("inflessibile" in lingua giapponese) per le sue reiterate e testarde obiezioni, nonché per la sua tipica freddezza e il pragmatismo tecnico. Forse a causa di questi contrasti, il 1º novembre 1926 gli fu tolto il posto di Capo della Divisione ricerca, ma il 1º dicembre fu portato al grado di viceammiraglio e mantenne la carica di direttore ancora a lungo. Nel 1929 iniziò, tuttavia, un periodo di semi-ritiro.
Da notare che nella seconda metà degli anni venti, prima di divenire viceammiraglio, prestò consulenza al capitano di fregata Misao Wada impegnato nella progettazione di un idrovolante a scafo ispirato al tedesco Rohrbach II.

### Ultimi anni e morte
Il 1º dicembre 1930 Hiraga fu trasferito come attendente al Comando costruzioni navale, il 20 marzo 1931 fu posto in stato di attesa: nel frattempo aveva abbandonato l'insegnamento all'Università. Il 31 marzo fu definitivamente posto nella riserva. Il 30 luglio 1932 riprese la mansione di professore, che esercitò sino al 29 febbraio 1938: gli fu quindi riconosciuto il titolo di professore onorario dell'Università di Tokyo il 5 agosto di quell'anno e il 20 dicembre divenne rettore dell'istituto. Nonostante la carriera accademica, Hiraga continuò a occuparsi di naviglio di guerra. Nel 1934, infatti, fu chiamato a testimoniare dalla Commissione riunita per indagare sul caso dell'incidente della Tomozuru, una torpediniera che si era capovolta durante una tempesta a marzo, sebbene fosse poi stata recuperata: il procedimento scagionò Hiraga, i cui progetti non presentarono difetti, e ciò gli permise di contribuire in maniera determinante all'ideazione della classe Yamato, una serie di grandi corazzate. Nell'ottobre 1934, infatti, lo stato maggiore generale aveva inviato le specifiche per una classe di navi da battaglia armate con pezzi da 460 mm e capaci di 30 nodi massimi. Furono elaborati oltre trenta progetti da Hiraga e dal contrammiraglio Keiji Fukuda, responsabile ufficiale, che però furono giudicati eccessivi persino dal medesimo stato maggiore, che moderò la velocità richiesta e fissò a nove i cannoni principali. Nel luglio 1936, dopo assiduo lavoro, le cianografie definitive della classe Yamato furono accettate. Si trattava, comunque, di caratteristiche impressionanti: 69 000 tonnellate di dislocamento, corazzatura in grado di resistere da 20 000-35 000 metri a proietti da 460 mm, velocità massima 27 nodi, protezioni subacquee capaci di assorbire esplosioni di cariche inferiori o uguali a 300 chili di TNT, autonomia di 10 000 miglia nautiche a 18 nodi e apparato motore ad alimentazione mista (diesel e vapore), subito cambiato però con un sistema a solo vapore (dodici caldaie e quattro turbine) a seguito delle insistenze di Hiraga.
Questa fu l'ultima creazione di Hiraga, divenuto noto in tutto il mondo per le proprie competenze e originali soluzioni tecniche. L'8 marzo 1940 rassegnò definitivamente le dimissioni dalla marina ma il 1º aprile 1941, piuttosto sorprendentemente, fu riassunto in servizio come ufficiale a riposo e nominato viceammiraglio tecnico il 1º novembre 1942, in piena seconda guerra mondiale. Tra i promotori della fondazione del Chiba Institute of Technology dal 1941, Hiraga morì a Tokyo il 17 febbraio 1943 e l'imperatore Hirohito gli concesse postumo il rango di barone (danshaku) nel sistema nobiliare kazoku allora in vigore. La salma fu tumulata nel cimitero Tama di Fuchū, un sobborgo di Tokyo: la tomba si trova nel settore 23-1-2-15.